# Izumrudnivskîi (Djankoi)
Izumrudnivskîi (în ucraineană Ізумруднівський) este localitatea de reședință a comunei Izumrudnivskîi din raionul Djankoi, Republica Autonomă Crimeea, Ucraina.

## Demografie
Componența lingvistică a localității Izumrudnivskîi
     Rusă (80,36%)
     Ucraineană (12,7%)
     Tătară crimeeană (5,41%)
     Alte limbi (0,86%)
Conform recensământului din 2001, majoritatea populației localității Izumrudnivskîi era vorbitoare de rusă (80,36%), existând în minoritate și vorbitori de ucraineană (12,7%) și tătară crimeeană (5,41%).